# X-Press Pearl
El X-Press Pearl fue un buque portacontenedores clase Super Eco 2700 de Singapur. El navío entró en servicio en febrero de 2021 y tenía aproximadamente 186 metros de eslora. Era operado por X-Press Feeders.
El 20 de mayo de 2021, X-Press Pearl se incendió en la costa de Colombo, Sri Lanka. La embarcación se vio sumergida en llamas y fue declarada como una pérdida total. Todavía flotaba y el incendio se creía controlado por los bomberos ceilaneses para tardías horas del 27 de mayo de 2021. Después de incendiarse por 12 días, el barco se hundió el 2 de junio mientras estaba siendo remolcado a aguas más profundas. El incidente ha sido considerado el peor desastre ecológico marino en la historia esrilanquesa debido al aceite y productos químicos a bordo.

## Construcción e historial operativo
El X-Press Pearl fue construido en el Astillero Internacional Zhoushan Changhong Co. Ltd, en China, para la compañía X-Press Feeders de Singapur, junto con su embarcación hermana X-Press Mekong. El portacontenedores de 37 000 toneladas de peso muerto (DWT) podía transportar 2743 unidades equivalentes a veinte pies (TEU). Fue entregado el 10 de febrero de 2021.
El buque fue desplegado en el servicio Strats to Middle East (SMX) de X-Press Feeders, de Port Klang (Malasia), por la vía de Singapur y Jebel Ali (UAE), al puerto de Hamad (Catar). El viaje de regreso era por la vía de Hazira (India) y Colombo (Sri Lanka) de regreso a Malasia. La embarcación había realizado tres viajes, haciendo escala en Colombo los días 17 de marzo y 18 de abril, y se incendió poco después de su tercera escala en el puerto, el 19 de mayo.

## Incendio y hundimiento
El buque partió del puerto de Hazira, India, el 15 de mayo de 2021. Arribó a Colombo el 19 de mayo, transportando 1486 contenedores, que contenían 25 toneladas de ácido nítrico, otros químicos, cosméticos y gránulos de polietileno de baja densidad. El buque estaba en el tramo de regreso de un viaje de ida y vuelta de 30 días de Port Klang, Malasia; a Catar y Dubái. Oficiales de Sri Lanka creyeron que el incendio fue provocado por una fuga de ácido nítrico que la tripulación conocía desde al 11 de mayo. El buque transportaba 25 toneladas de ácido altamente corrosivo, que es usado en la manufactura de fertilizantes y explosivos.
Se reportó que le fue negada la entrada los puertos de Hamad, en Catar; y de Hazira, India, antes de entrar al puerto de Colombo, Sri Lanka. Los operadores del X-Press Pearl rechazaron los informes sobre la denegación de entrada del portacontenedores en los puertos de Catar y la India. X-Press Feeders, dueños del navío, dijeron que la tripulación había descubierto un contenedor con una fuga de ácido nítrico y solicitaron al puerto de Hamad en Catar, y a Hazira, que descargaran el contenedor. La solicitud fue negada porque "no había instalaciones especializadas o expertos disponibles de inmediato para hacer frente a la fuga de ácido", así que el navío prosiguió con su viaje planeado a Colombo.
El buque llegó a Colombo la noche del 19 de mayo y fue anclado en el puerto exterior esperando un atraque. El navío no declaró una emergencia por la fuga de ácido de la carga. El 20 de mayo, agentes de la embarcación solicitaron una reelaboración del contenedor. El capitán del puerto, Nirmal de Silva, comentó que como centro marítimo, Colombo contaba con expertos para ayudar. Entonces el buque emitió su primer reporte de un incendio, que la tripulación había apagado utilizando su sistema interno.
El barco se incendió el 20 de mayo, a 9.5 millas náuticas (17.6 km) al noroeste del puerto de Colombo. La Armada de Sri Lanka, junto con la Autoridad de Puertos de Sri Lanka, que abordó el barco para averiguar la causa del incendio, sospecharon que el fuego pudo haber iniciado como resultado de la reacción de los químicos transportados en la embarcación. Durante el incidente con el fuego, el navío contaba con una tripulación de 25.
Aunque los informes iniciales relacionaron el incidente con una fuga de ácido, el capitán de puerto De Silva comentó que el incendio se había desatado en la bodega número 2 del X-Press Pearl, mientras que el contenedor estaba apilado en la cubierta, y que se requería de una investigación más completa para determinar la causa.
El 25 de mayo, ocurrió una gran explosión al interior del navío, y los 25 tripulantes fueron evacuados a salvo de la embarcación. Dos tripulantes de nacionalidad india que resultaron heridos durante la explosión, fueron admitidos en el Hospital Nacional de Colombo, en Sri Lanka.
El fuego continuó ardiendo durante el 25 de mayo, y a última hora de la tarde, los contenedores caían del barco al mar. La Autoridad de Protección Ambiental Marítima de Sri Lanka (MEPA) declaró un derrame de petróleo Nivel II desde los búnkeres de combustible a bordo, a medida que el incendio empeoraba. La India envío buques de lucha contra incendios y de control de contaminantes de la Guardia Costera, así como un remolcador y un avión de reconocimiento marítimo Dornier para ayudar con las medidas de contención; además de que se pidió a los pescadores se mantuvieran alejados del barco.
Dharshani Lahandapura, presidente de la MEPA, comentó el 26 de mayo que 378 toneladas de petróleo estaban a bordo de la embarcación y que al menos la mitad podría filtrarse al mar antes de que terminara el incendio. El mal clima impidió el despliegue de barreras de barreras de contención de petróleo alrededor del barco, pero las autoridades estaban listas para limpiar cualquier combustible que llegara a la costa. Para la mañana, escombros quemados y alguna carga derramada llegaba a la costa de Negombo, Sri Lanka. El 29 de mayo, el X-Press Pearl continuaba quemándose y provocando humo, aunque las llamas habían disminuido; la integridad del casco seguía intacta. Remolcadores de bomberos continuaron arrojando agua hacia el barco, mientras que la Fuerza Aérea de Sri Lanka arrojó polvo químico seco. El navío de la guardia costera india, ICG Samudra Prahari, un buque de control de contaminantes, se unió al grupo de trabajo. Para la mañana del 30 de mayo, el incendio estaba casi extinto, y todavía le estaban rociando agua. X-Press Feeders reportó que rescatistas intentaban abordar el navío para colocar una conexión de remolque. Los rescatistas abordaron el buque el 1 de junio para una primera inspección. Encontraron la sala de máquinas inundada y todavía salía humo de las bodegas de carga 1, 2 y 3 de manera intermitente.

## Operaciones de rescate
El 21 de mayo, la Armada de Sri Lanka desplegó dos buques patrulleros de alta mar, el SLNS Sagara y el SLNS Sindurala, junto con un avión de operaciones de extinción de incendios a pesar de las malas condiciones climáticas en el área circundante. Se reveló que el incendio había sido controlado el día 21 de mayo y se continuaron los esfuerzos de enfriamiento para prevenir que el fuego se volviera a reavivar. El 22 de mayo, la Fuerza Aérea de Sri Lanka desplegó un helicóptero Bell 212 para las operaciones de rescate. De los 25 tripulantes, dos fueron hospitalizados. El 25 de mayo, la India envió a las embarcaciones ICG Vaibhav, ICG Dornier, y al remolcador Water Lilly para ayudar a la armada de Sri Lanka a extinguir el fuego. El buque especializado de respuesta de contaminantes Samudra Prahari, llegó el día 29 de mayo.
El 2 de junio, X-Press Feeders emitió un comunicado que decía que la empresa "lamenta[mos] reportar que a pesar de que los rescatistas abordaron exitosamente el barco y colocaron un cable de remolque, los intentos por mover el barco a aguas más profundas han fallado".

## Daño ambiental
La MEPA señaló que estaban evaluando el daño ambiental y recolectando evidencias. Se hicieron planes para presentar una reclamación provisional. La contaminación por gránulos de resina plástica de la carga derramada llegó a las playas de Sri Lanka el 27 de mayo. De acuerdo a la MEPA, había tres contenedores de gránulos de plástico a bordo de la embarcación, cada uno con un peso de 26 000 kilogramos.
Expertos en salud y de la MEPA advirtieron de posibilidad de lluvias ácidas suaves en Sri Lanka por la emisión de dióxido de nitrógeno. Autoridades ceilandeses prohibieron la pesca costera de Kalutara hasta Negombo, por temor a la contaminación. Cerca de 5600 embarcaciones no pudieron navegar y el gobierno les prometió una compensación. La MEPA también instó a las personas a no tocar cualquier residuo del portacontenedores por estar contaminados con substancias tóxicas.
Se presentó una denuncia policial para investigar la negligencia. También se reunió un panel de expertos para evaluar los daños ambientales a largo plazo. Peces muertos y tortugas continuaron llegando a las playas de Sri Lanka, y fueron examinados para determinar si sus muertes fueron causadas por el derrame. De los 1486 contenedores, 81 de ellos fueron considerados como peligrosamente tóxicos y dañinos, incluidas 25 toneladas de ácido nítrico.